# Kanguroszczur długonogi
Kanguroszczur długonogi (Potorous longipes) – gatunek ssaka z rodziny kanguroszczurowatych (Potoroidae), blisko spokrewniony z kanguroszczurem myszatym (P. tridactylus). 

## Taksonomia
Gatunek po raz pierwszy zgodnie z zasadami nazewnictwa binominalnego opisali w 1980 roku australijscy zoolodzy John Hilary Seebeck i Peter G. Johnston nadając mu nazwę Potorous longipes. Miejsce typowe to Princes Highway w Bellbird Creek, 32 km na wschód od Orbost, Wiktoria, Australia. Holotyp to skóra i czaszka młodocianego samca o sygnaturze NMV C20291 z kolekcji National Museum of Victoria; zebrany 19 maja 1968 roku C.F. Hutchinsona.
Autorzy Illustrated Checklist of the Mammals of the World uznają ten gatunek za monotypowy.

### Etymologia
- Potorous: rodzima nazwa Potoroo oznaczająca w Nowej Południowej Walii „kanguroszczura”[6].
- longipes: łac. longipes, longipedis „długonogi”, od longus „długi”; pes, pedis „stopa, noga”, od gr. πους pous, ποδος podos „stopa, noga”[7].

## Zasięg występowania
Kanguroszczur długonogi występuje w lasach południowo-wschodniej Australii, ograniczony do dwóch subpopulacji z których jedna występuje w północno-wschodniej Wiktorii (East Gippsland i Barry Mountains), a druga w południowo-wschodniej Nowej Południowej Walii (South East Forests National Park i Yambulla State Forest).

## Morfologia
Długość ciała (bez ogona) 38–41,5 cm, długość ogona 31,5–32,5 cm; masa ciała 1,6–2,2 kg. 

## Ekologia
Rozmnażanie
- Dojrzałość płciowa - Prawdopodobnie w 1 roku
- Pora godowa - Prawdopodobnie cały rok
- Rozwój młodego w torbie - 16-17 tygodni
- Okres karmienia - ok. 5 miesięcy[10]

Tryb życia
- Zwyczaje - Samotnik, ma własne terytorium
- Pożywienie - Korzonki, bulwy, grzyby, bezkręgowce
- Długość życia - Prawdopodobnie 7 lat[10]

## Status zagrożenia
W Czerwonej księdze gatunków zagrożonych Międzynarodowej Unii Ochrony Przyrody i Jej Zasobów został zaliczony do kategorii VU (ang. vulnerable ‘narażony’).